# Cerasma cornuta
Cerasma cornuta is een schietmot uit de familie Sericostomatidae. De soort komt voor in het Palearctisch gebied.